# Шоберди бахши
Шоберди бахши (узб. Shoberdi baxshi, настоящее имя Шоберди Болтаев (узб. Shoberdi Boltayev); род. 4 сентября 1944, село Мунчок, Байсунский район, Сурхандарьинская область, Узбекская ССР, СССР) — советский, узбекский певец, бахши. Народный бахши Республики Узбекистан (2000).

## Биография
Шоберди Болтаев родился 4 сентября 1944 года в селе Мунчок Байсунского района Сурхандарьинской области в семье бахши Болты бахши Алиева. В 1965 году устроился на работу учителем в 8-летнюю школу «Нодира» в родном селе. В 1968 году поступил на педагогический факультет Термезского государственного педагогического института, который окончил в 1972 году.
Отец и дядя Шоберди стали его первыми учителями, научившие его игре на домбре и искусству пения бахши. Начав с выступлений на свадебных мероприятиях и официальных церемониях, Шоберди, впоследствии, становился неоднократным победителем областных и национальных конкурсов бахши. В 1983 году он стал бронзовым призёром республиканского конкурса бахши в Шахрисабзе, а в 1989 году победителем республиканского конкурса бахши в Денау. В 1990 году получил награду от организаторов фестиваля «Золотое яблоко» в Казахстане. В 1991 году был лауреатом премии среднеазиатского конкурса бахши в Ташкенте. Победитель Центрально-Азиатского конкурса бахши, проходившего в канун празднования тысячелетия эпоса «Алпамиш» в 1999 году в Термезе.
В целях популяризации народного творчества бахши за рубежом, Шоберди бахши посетил многие страны: принимал участие в «Днях культуры народов Средней Азии» во Франции в 1988 году, исполнял эпос «Алпамыш» на фестивале в Париже; в 2002 году был приглашён на церемонию презентации перевода эпоса «Алпамыш» на немецкий язык Карла Райхеля; в 2003 году выступал на концерте, проходившем во Франции, с участием артистов из азиатских стран, таких как Иран, Пакистан, Афганистан, Туркменистан, Таджикистан, Кыргызстан и Узбекистан.
Репертуар Шоберди бахши составляют дастаны «Алпамыш», «Золотая тыква», «Олланазар Олчинбек», «Кунтугмыш», «Сулувхон», «Санам гавхари», «Рыжий торговец», «Ойпарча», «Моя домбра», «Гость», термы «Желание», «Зачем», «Не знаю», «Ойпари».
Член Союза писателей Узбекистана с 1999 года. Почетный директор термезской детской школы музыки, искусств и бахши №22.

## Награды
- Народный бахши Республики Узбекистан (2000)[1]
- Орден «Эл-юрт хурмати» (2007)
- Почетная грамота Президента Республики Узбекистан (1993)[2]